# Mercedes (município)
Mercedes é um partido (município) da província de Buenos Aires, na Argentina. Possuía, de acordo com estimativa de 2019, 67.415 habitantes.